# Этьен де Лабом
Этьен, бастард де Лабом (фр. Etienne, bâtard de la Baume; ум. после 1402) — савойский военный деятель, адмирал и маршал Савойи.

## Биография
Внебрачный сын Этьена II де Лабома, сеньора де Валюфена.
Сеньор де Сен-Дени-де-Шоссон в Бюже и де Шаванн во Франш-Конте.
В 1353 году был послан к герцогу Леопольду Австрийскому для переговоров о заключении австро-савойского союза.
При учреждении Амедеем VI ордена Цепи стал десятым из первых пятнадцати рыцарей. Был одним из предводителей Савойского крестового похода, получив по этому случаю должность адмирала. Отличился при отвоевании Галлиполи.
«Хроника Савойи» сообщает, что Этьен де Лабом был маршалом армии Амедея VI, и с Гаспаром де Монмайором, заставил миланского сеньора Галеаццо II Висконти снять осаду Асти, и что он предводительствовал авангардом с Оттоном Брауншвейгским и Ибером де Шаланом, сеньором де Монжуве, в день, когда Зеленый граф дал бой миланцам под стенами Асти.
Был свидетелем при заключении в 1383 году мирного договора между Амедеем VI Савойским и Эдуардом, сеньором де Божё. Бонна Бурбонская, вдова Амедея VI, добившаяся 8 мая 1393 от государственного совета Савойи права опеки над своим сыном и управления государством, дала Амедею VII в числе непременных советников Этьена де Лабома.
Составил два завещания: первое в Ланьё 2 декабря 1391, второе в 1402 в Монлюэле; последним определил наследницами двоих своих дочерей, а жене передал узуфрукт со своих владений.

## Семья
Жена: Франсуаза де Басен (ум. после 1402)
Дети:
- Антуанетта де Лабом. Муж: N, сеньор де Сальнёв в Савойе
- Изабель де Лабом. Муж: Луи де Ривуар, сеньор де Жербе, Домессен и Бельмон в Савойе